# Willem Ruis
Klaas Willem Ruis (Haarlem, 29 maart 1945 – Dénia (Spanje), 4 augustus 1986) was een Nederlands televisiepresentator. Hij presenteerde onder meer de Willem Ruis Show voor de KRO en De Willem Ruis Lotto Show, 5 tegen 5 en de Sterrenshow bij de VARA. Zijn eigenlijke roepnaam was Klaas.

## Levensloop
Klaas Willem Ruis was de zoon van Nicolaas Verdel en Reinoutje Ruis. Zijn ouders waren niet gehuwd. Hij kreeg de achternaam van zijn moeder, omdat Verdel zijn zoon niet wilde erkennen.
Na de mulo in Haarlem probeerde Ruis toegelaten te worden tot de Amsterdamse Toneelschool. Toen dit niet lukte, ging hij werken als bellboy op een passagiersschip van de Holland-Amerika Lijn. Ook een jaar later werd hij afgewezen door de Toneelschool.
Ruis vervulde vervolgens zijn militaire dienstplicht in Seedorf (Duitsland) als dienstplichtig sergeant. Tijdens zijn dienstplicht veranderde hij zijn roepnaam in Willem, zijn tweede naam. In 1967 trad hij in dienst van de KLM. Tijdens zijn opleiding ontmoette hij stewardess Ineke Mulder, met wie hij een relatie kreeg en.op 14 augustus 1970 trouwden zij. Ze kregen twee dochters, Eva (1972) en Susanne (Suus, 1974) en een zoon, Nicolas (1977).
Op locaties maakte hij met een bandrecorder reportages. Door zich voor te doen als verslaggever van de Nederlandse radio slaagde Ruis erin beroemde sterren als Liza Minnelli en Danny Kaye te interviewen. Enkele van zijn reportages werden later door de KRO en de VARA uitgezonden.
In 1970 verliet Ruis de KLM om voor de VARA-radio te gaan werken. Al snel werd hij medepresentator van het sportprogramma Langs de Lijn van de NOS, samen met Koos Postema. Zijn humoristische stijl van presenteren leverde hem grote populariteit op. In 1971 presenteerde hij het radioprogramma Alleen op een eiland, waarin hij contact had met Jan Wolkers en Godfried Bomans, die ieder een week alleen op Rottumerplaat verbleven.

### Televisie

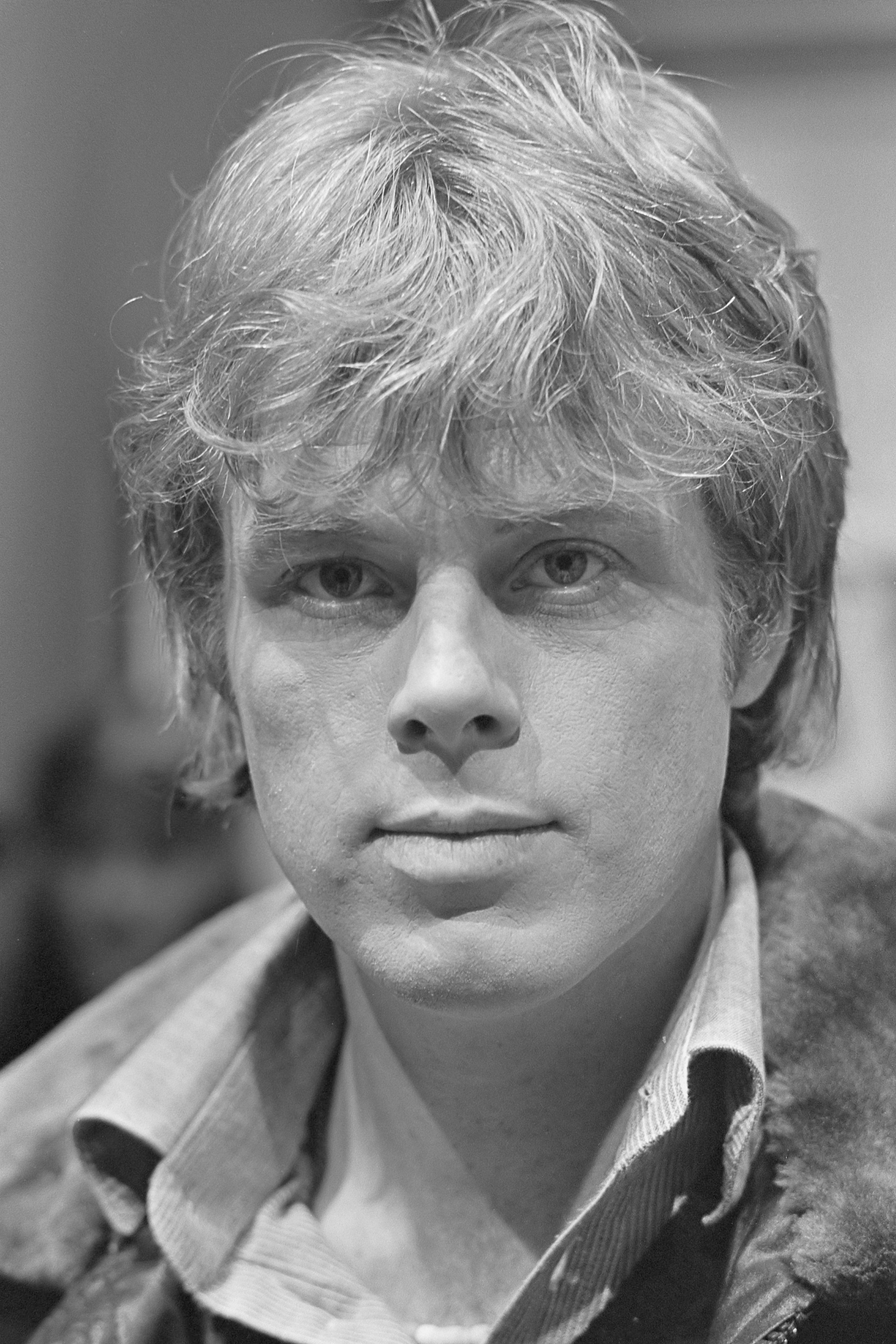
Willem Ruis (1976)

Van 1974 tot 1976 verleende hij zijn medewerking aan De Van Speyk Show, of dan liever de lucht in. Zijn televisiecarrière begon in 1976 bij de KRO met de Willem Ruis Show. Ruis kreeg de bijnaam Kissmaster, omdat hij de kandidaten in zijn programma's regelmatig kuste.
In 1981 werd Ruis voor 300.000 gulden overgenomen door de VARA. Dit voor die tijd ongekend hoge bedrag leidde tot Kamervragen van CDA Tweede Kamer-lid Steef Weijers. Bij de VARA ging Ruis De Willem Ruis Lotto Show en later de Sterrenshow presenteren: groots opgezette shows met showballetten, harmoniegezelschappen, orkesten, zangkoren, internationale sterren, heel veel figuranten en regelmatig wisselende decors. Daarnaast presenteerde hij nog de familiequiz Vijf tegen vijf.
In 1982 speelde Ruis in de film Het beest, die ondanks de grote verwachtingen flopte.
In 1983 presenteerde Willem Ruis Kinderen voor Kinderen 4, met bekende liedjes zoals 'Trim, trim, trim' en 'Meidengroep'. In 1984 presenteerde hij Kinderen voor Kinderen 5, met liedjes als Als ik de baas zou zijn (van het journaal) en Treuzeltechniek.
Na enkele jaren ging het zowel privé als zakelijk minder goed met Ruis. Zijn huwelijk strandde in 1982. Zijn vrouw kreeg een relatie met zijn regisseur Rinus Spoor. Ruis stortte in, maar kreeg steun van zijn dochters die bij hem introkken.

### VARA's Sterrenshow
In 1984 werd de Lotto Show beëindigd en kwam de VARA met het idee om met een grote tent door Nederland te reizen en rechtstreeks, iedere week vanaf een andere locatie in Nederland, een grote show uit te zenden: de Sterrenshow. Ruis zag er aanvankelijk niets in, maar liet zich verleiden door het grootse decor en de vele mogelijkheden die zo'n tent bood. Op 29 december 1984 werd de eerste Sterrenshow uitgezonden; het programma werd een groot succes.
De VARA besloot eind 1985 wederom een seizoen van de Sterrenshow te laten maken. Het decor werd nog moderner en technischer. Op woensdag 30 oktober 1985 werd de eerste aflevering van het nieuwe seizoen rechtstreeks uitgezonden. De shows kostten de VARA echter gemiddeld 800.000 gulden en financieel ging het  slecht met het omroepbedrijf. Er moest bezuinigd worden. Vlak voor het uitzenden van de tweede show voerde de VARA een paar kostenbesparende veranderingen in de Sterrenshow door. Zo werd de show niet meer rechtstreeks uitgezonden, maar een paar uur eerder opgenomen. Ook bleef de tent in Utrecht staan en werd er niet meer mee door het land gereisd. Ruis voelde zich bedrogen door de VARA en liet dit merken in de tweede show. Het tweede seizoen werd toch nog redelijk succesvol afgesloten, al was de VARA door het hoge budget van de Sterrenshow haast onvermijdbaar dicht bij een faillissement. Desalniettemin kreeg Ruis weer een betere verstandhouding met de VARA. Op 16 april 1986 werd de laatste Sterrenshow uitgezonden.

### Na de Sterrenshow en overlijden
Ruis' gezondheid liet te wensen over. De laatste jaren waren zwaar geweest, vanwege zijn scheiding, het overlijden van zijn moeder en de problemen in het tweede seizoen van de Sterrenshow. Ruis rookte veel, sliep weinig en leefde ongezond. Ook het overmatig gebruik van alcohol en cocaïne zou hieraan hebben bijgedragen.
Vlak voor zijn vakantie nam hij in juni 1986 nog twintig afleveringen van Vijf tegen Vijf op, die in de zomermaanden van 1986 werden uitgezonden. Ruis had de volgende jaren zorgvuldig gepland. Zo zou hij vanaf februari 1987 een nieuwe grote spelshow, met als werktitel De criminele Willem Ruis show bij de VARA gaan presenteren. Dit programma, dat met een decor in de vorm van een nachtclub zou worden opgenomen, was een interactieve amusementsshow waarin kijkers en kandidaten de kans kregen om geënsceneerde misdaden op te lossen. Toen Ruis echter op zijn vakantie in het Spaanse Dénia in de krant vernam dat Joop van den Ende en de TROS zijn concurrent Ron Brandsteder een programma onder de naam Moordspel zouden laten presenteren met haast hetzelfde format, was hij woedend. Hij speculeerde dat 'zijn' format voortijdig gestolen was door iemand van Joop van den Ende producties, hoewel hijzelf het format uit het buitenland had overgenomen.
Tijdens die vakantie overleed Ruis in zijn appartement in Dénia op maandagmorgen 4 augustus 1986 op 41-jarige leeftijd aan een hartaanval. Het nieuws over zijn overlijden kwam onverwacht. Sonja Barend, een goede vriendin van Willem, maakte voor de VARA een herdenkingsprogramma, 'Over Willem...', waarin ze in gesprek ging met vele van zijn collega's.

## Filmografie
- Het Beest (1982), in de rol van Harry Melchior

## Diverse
- Voice-overs met wie Ruis samenwerkte waren John de Mol jr. (De Willem Ruis Lotto Show en Vijf tegen vijf), die door Ruis vaak stem werd genoemd en Pierre van Ostade (Willem Ruis Show bij de KRO en De Sterrenshow).
- Ruis presenteerde twee afleveringen van Kinderen voor Kinderen.
- Met het begrip Willem Ruis-Syndroom wordt een plotselinge onverwachte hartdood bij relatief jonge mensen bedoeld. Het is echter geen officiële medische term, maar een populaire benaming voor het verschijnsel.
- Voor het personage Felix Sommers in de roman Tweede viool (2008) van Suus Ruis stond haar vader Willem Ruis model.
- In 2008 waren de gesprekken tussen Godfried Bomans en Ruis tijdens het programma Alleen op een eiland de inspiratie voor de toneelproducties Bomans hoort u mij? en Ruis ik slecht verstaan van de theatergroepen Nieuw Utrechts Toneel en Cowboy bij Nacht. Beide voorstellingen werden gelijktijdig opgevoerd in verschillende zalen, om daarmee het eilandbewoner-gevoel na te bootsen. Hierbij werd Willem Ruis vertolkt door Guido Pollemans.
- Op 13 mei 2013 kreeg Willem Ruis zijn eigen straat op het Media Park te Hilversum, de Willem Ruisweg.
- In 2015 ging een musical in première over het leven van Willem Ruis onder de titel Willem Ruis, de show van zijn leven, geproduceerd door Janke Dekker en Michael van Praag. Hierbij werd Willem Ruis vertolkt door Xander van Vledder.[2] De scriptschrijvers Lucas de Waard en Johan Timmers ontvingen een Musical Award in de categorie Beste Script voor deze musical.

## Documentaires
- In 1999 werd over Willem Ruis de radiodocumentaire De herinnering is springlevend van Tom van den Oetelaar uitgezonden. Hiermee won Van den Oetelaar de RVU Radioprijs.
- In 2003 maakte Dirk Jan Roeleven de documentaire Eenzame Hoogte over het leven van Willem Ruis.
- In 2006 maakten studenten van de opleiding Media en Entertainment Management uit Haarlem de documentaire Ruis, de echo weerklinkt ter gelegenheid van zijn twintigste sterfdag.
- In 2012 maakte Han Peekel een TV Monument over Willem Ruis, waarin Ruis' ex-vrouw Ineke Mulder voor het eerst aan het woord kwam.

## Over Willem Ruis
- Gijs Groenteman: De Willem Ruis Show (biografie). Nijgh & Van Ditmar, 2003.